# Paral·lel 6° nord
El paral·lel 6° nord és una línia de latitud que es troba a 6 graus nord de la línia equatorial terrestre. Travessa Àfrica, l'oceà Índic, Àsia sud-oriental, l'oceà Pacífic, Amèrica del Sud i l'oceà Atlàntic.

## Geografia
En el sistema geodèsic WGS 84, al nivell de 6° de latitud nord, un graude longitud equival a 110,714 km; la longitud total drl paral·lel és de 39.857 km, que és aproximadament 99,5% de la de l'equador. Es troba a uan distància de 663 km de l'equador i a 9,339 km del pol Nord.
Igual que tots els altres paral·lels a part de l'equador,el paral·lel 6° nord no és un cercle màxim i, per tant, no és la distància més curta entre dos punts, fins i tot si són a la mateixa latitud. Per exemple, seguint el paral·lel, la distància recorreguda entre dos punts de longitud oposada és 19928  km; després d'un cercle màxim (que passa pel Pol Nord), només és 18678  km.

## Durada del dia
En aquesta latitud, el sol és visible durant 12 hores i 28 minuts a l'estiu, i 11 hores i 46 minuts en solstici d'hivern.

## Arreu del món
Començant al meridià de Greenwich i dirigint-se cap a l'est, el paral·lel 6º passa per:
| Coordenades                             | País, territori o mar     | Notes |
| --------------------------------------- | ------------------------- | --- |
| 6° 0′ N, 0° 0′ E / 6.000°N,0.000°E      | Ghana                     | |
| 6° 0′ N, 1° 3′ E / 6.000°N,1.050°E      | Oceà Atlàntic             | Golf de Benín - passant just al sud de Lomé, Togo |
| 6° 0′ N, 4° 53′ E / 6.000°N,4.883°E     | Nigèria                   | |
| 6° 0′ N, 9° 3′ E / 6.000°N,9.050°E      | Camerun                   | |
| 6° 0′ N, 14° 26′ E / 6.000°N,14.433°E   | República Centreafricana  | |
| 6° 0′ N, 26° 46′ E / 6.000°N,26.767°E   | Sudan del Sud             | |
| 6° 0′ N, 35° 0′ E / 6.000°N,35.000°E    | Etiòpia                   | |
| 6° 0′ N, 46° 2′ E / 6.000°N,46.033°E    | Somàlia                   | |
| 6° 0′ N, 48° 57′ E / 6.000°N,48.950°E   | Oceà Índic                | |
| 6° 0′ N, 73° 4′ E / 6.000°N,73.067°E    | Maldives                  | Passa a través d'atol·ló de Shaviyani |
| 6° 0′ N, 73° 17′ E / 6.000°N,73.283°E   | Oceà Índic                | |
| 6° 0′ N, 80° 16′ E / 6.000°N,80.267°E   | Sri Lanka                 | |
| 6° 0′ N, 80° 46′ E / 6.000°N,80.767°E   | Oceà Índic                | Passa just al nord de illa de Weh, Indonèsia |
| 6° 0′ N, 100° 20′ E / 6.000°N,100.333°E | Malàisia                  | Kedah a Malàisia peninsular |
| 6° 0′ N, 101° 6′ E / 6.000°N,101.100°E  | Tailàndia                 | |
| 6° 0′ N, 101° 58′ E / 6.000°N,101.967°E | Malàisia                  | Kelantan a Malàisia peninsular |
| 6° 0′ N, 102° 26′ E / 6.000°N,102.433°E | Mar de la Xina Meridional | |
| 6° 0′ N, 116° 2′ E / 6.000°N,116.033°E  | Malàisia                  | Sabah - illes de Pulau Gaya i Borneo |
| 6° 0′ N, 117° 42′ E / 6.000°N,117.700°E | Badia de Labuk            | |
| 6° 0′ N, 117° 55′ E / 6.000°N,117.917°E | Malàisia                  | Sabah - illa de Borneo |
| 6° 0′ N, 118° 2′ E / 6.000°N,118.033°E  | Mar de Sulu               | Passa entre les ills de l'Arxipèlag de Sulu, Filipines                                                                                               |
| 6° 0′ N, 120° 53′ E / 6.000°N,120.883°E | Filipines                 | illes de Jolo i Balanguingui |
| 6° 0′ N, 121° 41′ E / 6.000°N,121.683°E | Mar de Cèlebes            | passant just al sud de l'illa de Tongquil, Filipines                                                                                                 |
| 6° 0′ N, 124° 35′ E / 6.000°N,124.583°E | Filipines                 | illa de Mindanao |
| 6° 0′ N, 125° 7′ E / 6.000°N,125.117°E  | Badia de Sarangani        | |
| 6° 0′ N, 125° 17′ E / 6.000°N,125.283°E | Filipines                 | illa de Mindanao |
| 6° 0′ N, 125° 41′ E / 6.000°N,125.683°E | Oceà Pacífic              | Passa just al nord de Namoluk atoll, Micronèsia · Passa just al nord de Ngatik atoll, Micronèsia · passant just al sud de Pingelap atoll, Micronèsia |
| 6° 0′ N, 169° 26′ E / 6.000°N,169.433°E | Illes Marshall            | Atol·ló de Jaluit |
| 6° 0′ N, 169° 44′ E / 6.000°N,169.733°E | Oceà Pacífic              | |
| 6° 0′ N, 172° 4′ E / 6.000°N,172.067°E  | Illes Marshall            | Atol·ló Mili |
| 6° 0′ N, 172° 6′ E / 6.000°N,172.100°E  | Oceà Pacífic              | Passa just al nord de l'atol Palmyra, Illes d'Ultramar Menors dels Estats Units                                                                      |
| 6° 0′ N, 77° 20′ O / 6.000°N,77.333°O   | Colòmbia                  | |
| 6° 0′ N, 67° 25′ O / 6.000°N,67.417°O   | Veneçuela                 | |
| 6° 0′ N, 61° 19′ O / 6.000°N,61.317°O   | Àrea disputada            | Controlada per Guyana, reivindicada per Veneçuela |
| 6° 0′ N, 58° 34′ O / 6.000°N,58.567°O   | Guyana                    | |
| 6° 0′ N, 57° 9′ O / 6.000°N,57.150°O    | Oceà Atlàntic             | |
| 6° 0′ N, 55° 3′ O / 6.000°N,55.050°O    | Surinam                   | Northernmost point - for about 3 km |
| 6° 0′ N, 55° 1′ O / 6.000°N,55.017°O    | Oceà Atlàntic             | |
| 6° 0′ N, 10° 12′ O / 6.000°N,10.200°O   | Libèria                   | |
| 6° 0′ N, 7° 47′ O / 6.000°N,7.783°O     | Costa d'Ivori             | |
| 6° 0′ N, 3° 5′ O / 6.000°N,3.083°O      | Ghana                     | |